# سیارک ۴۰۹۵
سیارک ۴۰۹۵ (به انگلیسی: 4095 Ishizuchisan، نامگذاری:1987SG) چهار هزار و نود و پنجمین سیارک کشف شده‌است که در ۱۶ سپتامبر ۱۹۸۷ کشف شد.
قدر مطلق سیارک برابر ۱۴٫۰۰ است.